# Phaeoclavulina articulotela
Phaeoclavulina articulotela es una especie de hongo perteneciente a la familia Gomphaceae en el orden de los Gomphales y a la clase de los Agaricomycetes, todos ellos pertenecientes a la división de los Basidiomicetes, llamados así debido a la presencia de unas estructuras microscópicas llamadas basidios.

## Descripción
La especie Phaeoclavulina articulotela se caracteriza por tener basidiomas de 20-50 × 6-24 mm, con ramas subcilíndricas y aplanadas hacia las axilas, de color amarillo-café, ligeramente más claro hacia las axilas; ápices agudos a subagudos de color amarillo pardusco, oscureciéndose al irse deshidratando. Estípite bien diferenciado, inmerso en el sustrato hasta la parte media o más, de 8-17 × 1-2,8 mm, subcilíndrico, ligeramente sinuoso en la base y aplanado hacia el ápice; con algunas zonas de la parte media blancas por la presencia de micelio felposo y el resto liso y de color amarillo-café, con algunos tonos café rojizos; cordones miceliares abundantes, blancos en la base. Contexto fibroso-carnoso, blanquecino. Himenio anfígeno en la parte apical del estípite y tercio superior de las ramificaciones, unilateral en el resto debido a una amplia zona estéril con apariencia de “red” en la cara interna de las axilas. Microscópicamente tiene basidios de 28-46 × 4,9-7 µm, subcilíndricos, hialinos, multigutulados, tetraspóricos en su mayoría, con esterigmas de 4-7 × 1,4-2,1 µm. Esporas de 5-7 (8,4) × 2,8-5 µm, sublacriformes, con una ornamentación densa, compuesta por espinas con puntas redondeadas y menores a 1 µm (vistas al microscopio electrónico de barrido); apéndice hilar excéntrico, confluente de hasta 1 µm de largo. Subhimenio monomítico; hifas entremezcladas, de 2,1-5,6 µm de diámetro, hialinas, con pared delgada y fibuladas. Contexto con hifas generativas en disposición paralela, hialinas, con pared delgada, de 2,1-7,7 µm de diámetro; presencia de diminutos cristales esteliformes distribuidos irregularmente en la superficie de las hifas.

## Distribución
Especie citada en México de Campeche, Quintana Roo y Veracruz.

## Hábitat
Se encuentra subgregario, lignícola (desarrollándose en madera degradada) en selvas medianas, a una altitud de hasta 300 m s. n. m.

## Estado de conservación
No esta categorizada en la Norma Oficial Mexicana 059.